# L'Ordre libertaire (essai)
La vie philosophique d'Albert Camus
L'Ordre libertaire : La Vie philosophique d'Albert Camus, est un essai du philosophe Michel Onfray paru en janvier 2012 aux éditions Flammarion qui revient sur le parcours d’Albert Camus.

## Présentation
« Camus philosophe ? », ce qui semble paradoxal quand on se souvient des dénégations d’Albert Camus sur ce sujet. « Oui, bien sûr » répond Michel Onfray. Philosophe non comme l'intellectuel, tel Sartre qu’il lui oppose, issu du sérail et construisant sa glose sur la pensée de ses prédécesseurs, mais comme un penseur engagé dans son siècle et qui évalue le chemin parcouru, en détermine sa vérité humaine,,,,,,,.

## Réception
De nombreuses recensions de cet essai ont été publiées.

Pour Nestor Romero : 

« Ce qui est souligné ce n’est pas seulement l’affrontement de l’apollinien et du dionysiaque, mais l’opposition irréductible entre le libertaire Camus et le marxiste autoritaire Sartre, entre le socialisme libertaire de Camus et le socialisme césarien de Sartre. »

Catherine Portevin affirme à propos d'Onfray : « On pourra tout lui reprocher, sauf de ne pas avoir lu Camus avec soin, exigence, empathie, générosité », mais lui reproche une « dangereuse partialité », et que « dans le rôle de procureur du passé, il demeure, comme ceux qu’il dénonce, stalinien ».
Olivier Todd, quant à lui, considère qu'Onfray « sur-politise les deux écrivains au détriment de l'essentiel, leur œuvre littéraire : romans et théâtre, nouvelles et essais ».
François Busnel écrit qu' « À travers une enquête détaillée, Michel Onfray réhabilite la pensée philosophique d'Albert Camus ». 
Selon Mustapha Harzoune, « C’est un Camus irréprochable, irremplaçable et… indispensable qu’offre Michel Onfray ».
Le professeur d'histoire américain William E. Duvall, écrit dans une critique que l'essai est à la fois agréable à lire et constitue la source d'une conversation argumentée de façon intense avec Onfray au sujet de Camus[réf. incomplète].
Pour l’historien anglais Ian Birchall, la présentation d'Onfray est répétitive et son travail contient de nombreuses erreurs et mauvaises interprétations ; les attaques virulentes d’Onfray contre le marxisme en général, et contre Sartre en particulier, reposent souvent sur des inexactitudes ; cependant, il reconnaît la défense passionnée de Camus en tant que philosophe dans cet essai. Il note que Michel Onfray tente de faire de Camus le représentant de ses propres croyances  nietzschéennes, hédonistes, libertaires et athées.
Dans les colonnes du Monde libertaire, Lou Marin, historien libertaire spécialiste d'Albert Camus, répond aux critiques émises dans l'ouvrage à l'encontre de l'historiographie libertaire et écrit : « Michel Onfray affirme que la « question politique chez Camus avait été peu traitée, et, quand elle l’avait été, mal traitée » (p. 379-380), en visant de la sorte les recherches des anarchistes militants. Il ajoute : « Leur argumentation reste en surface » ! […] Nietzschéen et hédoniste à l’excès, Onfray veut donner l’impression qu’il a tout découvert. ».
Le sociologue libertaire Jean-Pierre Garnier dénonce un ouvrage soporifique contenant des erreurs et étant « l’alibi d’un règlement de comptes », envers Karl Marx et Jean-Paul Sartre notamment.

#### Articles

##### Recensions
- Jean-Yves Guérin, « Michel Onfray et Camus : Le Pavé de l'ours », Les Temps Modernes, no 668,‎ avril-juin 2012, p. 113-124 (lire en ligne ).
- Catherine Portevin, « L'ordre libertaire : La Vie philosophique d'Albert Camus », Philosophie magazine,‎ 19 juillet 2012 (lire en ligne).

#### Divers
- Mustapha Harzoune, « Michel Onfray, L’Ordre libertaire : La Vie philosophique d’Albert Camus », Hommes et migrations, EPPD - Cité nationale de l'histoire de l'immigration, no 1295,‎ 2012, p. 183-184 (ISSN 1142-852X, lire en ligne).

- Paul-François Paoli, « Michel Onfray : L'Ordre libertaire », Le Figaro,‎ 11 janvier 2012 (ISSN 0182-5852, lire en ligne)
- Olivier Todd, « L'Ordre libertaire : La Vie philosophique d'Albert Camus, de Michel Onfray : Sartre-Camus, cessez le feu ! », Le Monde,‎ 12 janvier 2012 (ISSN 1950-6244, lire en ligne).
- François Busnel, « L'Ordre libertaire de Michel Onfray », LExpress.fr,‎ 18 janvier 2012 (lire en ligne).
- Nestor Romero, « Le Camus de Michel Onfray : « Je retrouve le Camus de ma jeunesse » », Rue89,‎ 3 février 2012 (lire en ligne).